# Sabazios

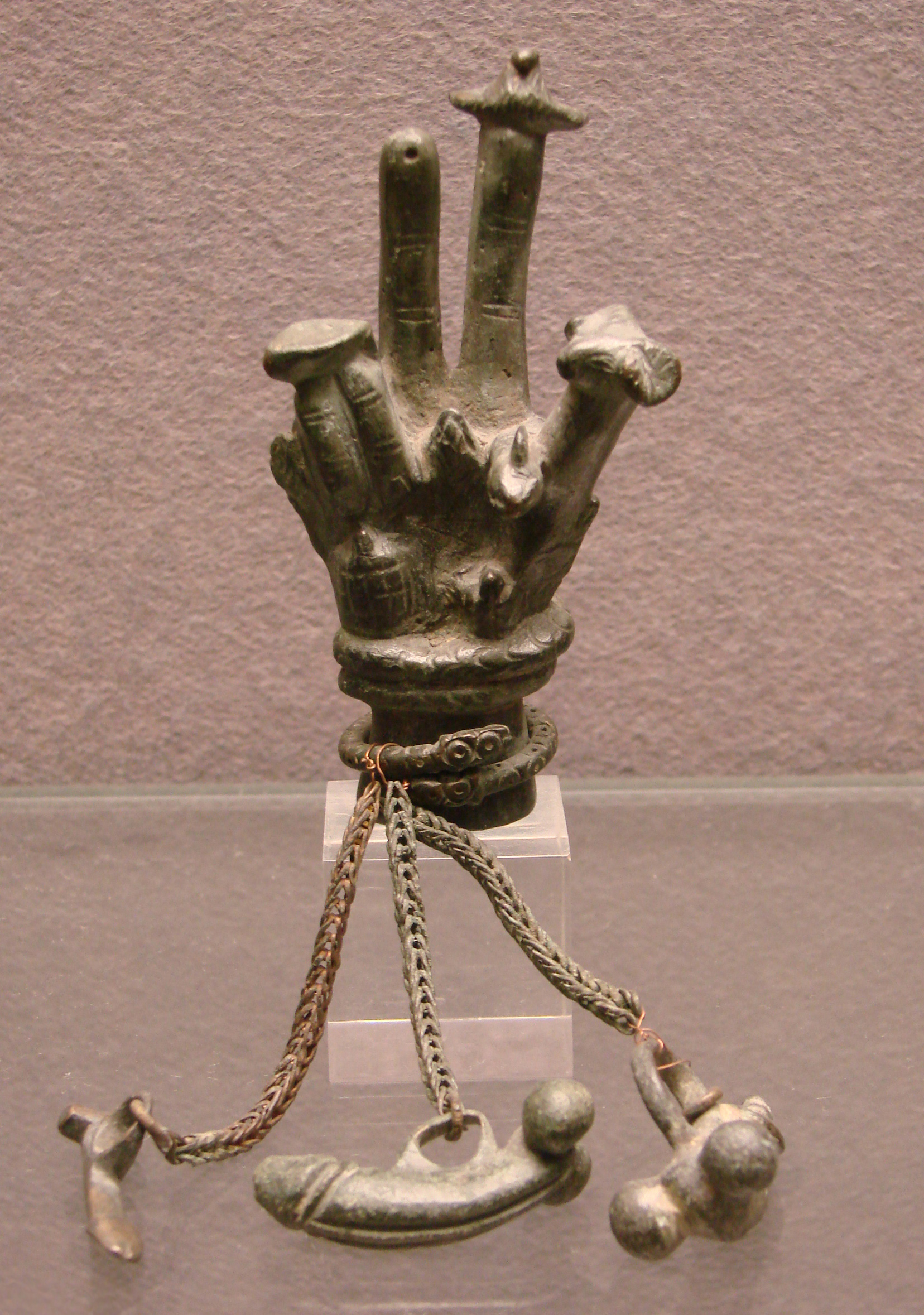
En hand som använts vid dyrkan av Sabazios. Ett fåtal av dessa händer finns idag på museer. De sattes på en stör och användes vid processioner som hängde samman med kulten.

Sabazios var en himmels- och fadersgud hos frygierna och thrakerna. Han motsvarar den grekiske vinguden Dionysos. Han avbildades som en ryttare till häst.
Sabazios dyrkades med extatiska danser, mystiska formler och troligen även sexuella utsvävningar. Dyrkan av Sabazios hade ett dåligt rykte bland de bildade grekerna.